# HD221180
HD221180 — хімічно пекулярна зоря спектрального класу F0, що має видиму зоряну величину в смузі V приблизно  8,5.
Вона  розташована на відстані близько 2508,9 світлових років від Сонця.